# 19SWC
19SWC – polski zespół hip-hopowy. Grupa powstała w 2010 roku z inicjatywy Miuosha, Bemera, Booryza i Stabola.

## Dyskografia
Albumy
| Tytuł                          | Dane dot. albumu                                     |
| ------------------------------ | ---------------------------------------------------- |
| Dziewiętnaście stopni w cieniu | - Data: 18 lutego 2012 - Wydawca: Fandango Records   |
| Stawiam w ciemno (mixtape)     | - Data: 10 września 2012 - Wydawca: Fandango Records |

Występy gościnne
| Album                        | Rok  | Utwór                             | Źródło |
| ---------------------------- | ---- | --------------------------------- | ------ |
| Miuosh – Piąta strona świata | 2011 | „Nie muszę” (gościnnie: 19SWC)    | [ 4 ]  |
| Pluton – Na każdym froncie   | 2011 | „Zimni dranie” (gościnnie: 19SWC) | [ 5 ]  |

## Teledyski
| Tytuł                                | Rok  | Reżyseria/Realizacja | Album                          | Źródło |
| ------------------------------------ | ---- | -------------------- | ------------------------------ | ------ |
| „Nie wychylaj się” (gościnnie: HST)  | 2012 | —                    | Dziewiętnaście stopni w cieniu | [ 6 ]  |
| „Ze wszystkich stron”                | 2012 | TuNaDole Video       | Dziewiętnaście stopni w cieniu | [ 7 ]  |
| „Stawiam na...”                      | 2012 | —                    | —                              | [ 8 ]  |
| Gościnnie                            |      |                      |                                |        |
| Pluton – „Zmiany” (gościnnie: 19SWC) | 2011 | —                    | Na każdym froncie              | [ 9 ]  |